# Пушкарка (Нижньогородська область)
Пушкарка (рос. Пушкарка) — село в Арзамаському районі Нижньогородської області Російської Федерації.
Населення становить 168 осіб. Входить до складу муніципального утворення Шатовська сільрада.

## Історія
Від 2009 року входить до складу муніципального утворення Шатовська сільрада.

## Населення
| 2002 | 2010 |
| ---- | ---- |
| 192  | ↘168 |